# Lamastre
Lamastre (en vivaro-alpin La Mastra) est une commune française, située dans le département de l'Ardèche, en région Auvergne-Rhône-Alpes.
Située dans la partie septentrionale du département de l'Ardèche, le territoire de la commune de Lamastre est situé en aval du confluent entre le Doux et la Sumène, sur la route qui relie les villes de Valence et Le Puy-en-Velay. Les habitants sont dénommés les Lamastrois(e)s.

## Géographie

### Situation et description
La commune, traversée par le 45e parallèle nord, est de ce fait située à égale distance du pôle Nord et de l'équateur terrestre (environ 5 000 km).
Lamastre appartient à l'arrondissement de Tournon-sur-Rhône, sous-préfecture de l'Ardèche. Cette commune est le bureau centralisateur du canton du Haut-Vivarais composé de 31 communes. Sa position stratégique est intrinsèquement liée à son implantation au carrefour de deux axes de communication reliant Valence, préfecture de la Drôme, et le Puy-en-Velay, préfecture de la Haute-Loire ; et celui reliant Annonay, Aubenas et Alès.
À 120 km de Lyon, Lamastre se situe à 30 minutes de Tournon dans la vallée du Rhône et de l’entrée de l’autoroute A7 (Tain-l'Hermitage). La gare de Valence TGV n’est qu’à 60 minutes de route.

### Communes limitrophes
| Nozières     | Empurany            | Le Crestet              |
| Désaignes    | Lamastre            | Gilhoc-sur-Ormèze       |
| Saint-Basile | Vernoux-en-Vivarais | Saint-Barthélemy-Grozon |

### Géologie et relief
Le territoire communal, de 2 545 hectares, est constitué d’un ensemble de massifs montagneux. Le point le plus haut de la commune de Lamastre culmine à 833 mètres, le plus bas se situe à 342 mètres. Le substratum géologique local émergeant sur environ 90 % de la zone communale, est formé de : formations granitiques (granites et anatexites) ; et de formations métamorphiques gneissiques (gneiss et leptynites).
Ce substratum (ou substrat) est recouvert par les sédiments du quaternaire, constitués de blocs, galets, graviers et sables que l'on trouve principalement dans la vallée du Doux et de la Sumène.
De plus, côté environnement, Lamastre est l’une des six villes-portes du parc naturel régional des Monts d'Ardèche.

### Hydrographie
Le territoire de Lamastre est principalement bordé par deux rivières : un affluent du Rhône, le Doux — rivière d'une longueur de 70,1 km, qui s'écoule depuis les Monts du Vivarais jusqu'à Tournon-sur-Rhône où il conflue avec le fleuve méditerranéen — et deux petits affluents du Doux, la Sumène (ne pas confondre avec la Sumène) et le Condoie.

### Climat
Pour des articles plus généraux, voir Climat d'Auvergne-Rhône-Alpes et Climat de l'Ardèche.
En 2010, le climat de la commune est de type climat méditerranéen altéré, selon une étude du CNRS s'appuyant sur une série de données couvrant la période 1971-2000. En 2020, Météo-France publie une typologie des climats de la France métropolitaine dans laquelle la commune est exposée à un climat de montagne ou de marges de montagne et est dans une zone de transition entre les régions climatiques « Moyenne vallée du Rhône » et « Sud-est du Massif Central ».
Pour la période 1971-2000, la température annuelle moyenne est de 11,5 °C, avec une amplitude thermique annuelle de 17 °C. Le cumul annuel moyen de précipitations est de 1 113 mm, avec 7,3 jours de précipitations en janvier et 5,5 jours en juillet. Pour la période 1991-2020, la température moyenne annuelle observée sur la station météorologique de Météo-France la plus proche, « Colombier Jeune Rad », sur la commune de Colombier-le-Jeune à 10 km à vol d'oiseau, est de 11,6 °C et le cumul annuel moyen de précipitations est de 965,0 mm,. Pour l'avenir, les paramètres climatiques de la commune estimés pour 2050 selon différents scénarios d'émission de gaz à effet de serre sont consultables sur un site spécial publié par Météo-France en novembre 2022.

### Voies de communication et transports

#### Voies routières
Le territoire de la commune est traversé par de nombreuses routes :
- la route départementale 236 (RD236) qui relie Lamastre à Lalouvesc (Col du Faux)
- la route départementale 533 (RD533), ancienne route nationale 533 qui relie Valence dans la Drôme à la commune de Saint-Agrève en Ardèche.
- la route départementale 534 (RD534), ancienne route nationale 534 qui relie Lamastre à Tournon-sur-Rhône.
- la route départementale 578 (RD578) qui relie Lamastre à Aubenas

#### Transports
De Lamastre part le petit train du Vivarais, train à vapeur traversant les gorges du Doux, de Lamastre à Tournon, également connu sous le nom de « Mastrou ». À cause de difficultés financières le Mastrou n'a pas circulé entre 2008 et 2013. En attendant la reprise du train touristique, un vélorail prototype a été mis en place chaque été. Ce fut un franc succès dès la première année ! La remise en service du Mastrou est effective depuis juillet 2013. En effet, des travaux ont été réalisés depuis, notamment sur le site de Lamastre où un atelier permettant la réhabilitation de nombreux matériels roulants (voitures pour transporter les futurs voyageurs, wagons divers et locomotives) a été construit. La gare de Lamastre a été entièrement réhabilitée.

## Urbanisme

### Typologie
Au 1er janvier 2024, Lamastre est catégorisée bourg rural, selon la nouvelle grille communale de densité à 7 niveaux définie par l'Insee en 2022.
Elle appartient à l'unité urbaine de Lamastre, une unité urbaine monocommunale constituant une ville isolée,. La commune est en outre hors attraction des villes,.

### Occupation des sols
L'occupation des sols de la commune, telle qu'elle ressort de la base de données européenne d’occupation biophysique des sols Corine Land Cover (CLC), est marquée par l'importance des forêts et milieux semi-naturels (57,3 % en 2018), en augmentation par rapport à 1990 (56 %). La répartition détaillée en 2018 est la suivante :
forêts (56,3 %), zones agricoles hétérogènes (25 %), prairies (11 %), zones urbanisées (5,7 %), zones industrielles ou commerciales et réseaux de communication (1 %), milieux à végétation arbustive et/ou herbacée (1 %).
L'évolution de l’occupation des sols de la commune et de ses infrastructures peut être observée sur les différentes représentations cartographiques du territoire : la carte de Cassini (XVIIIe siècle), la carte d'état-major (1820-1866) et les cartes ou photos aériennes de l'IGN pour la période actuelle (1950 à aujourd'hui).

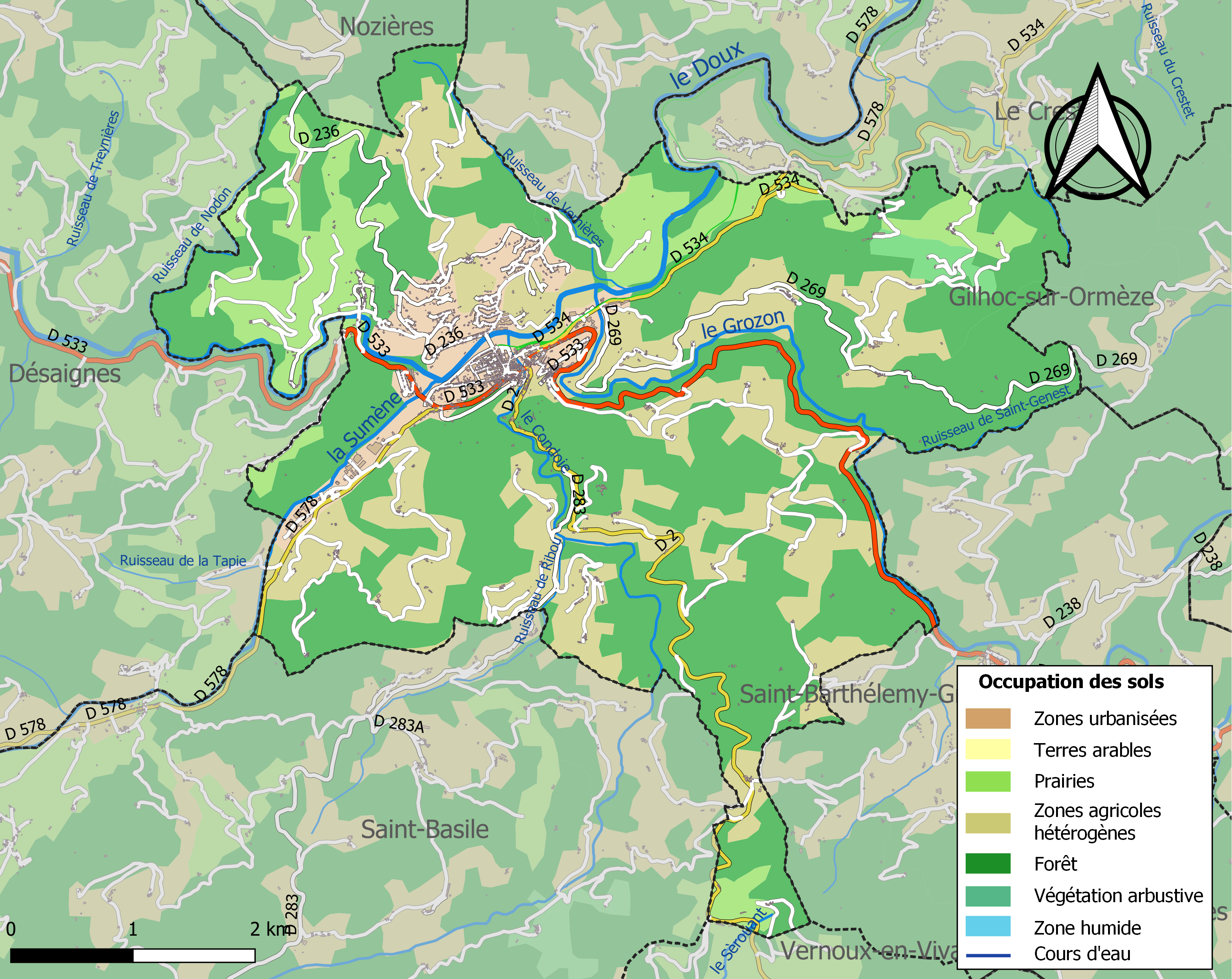
Carte des infrastructures et de l'occupation des sols de la commune en 2018 (CLC).

### Risques naturels et technologiques

#### Risques sismiques
La totalité du territoire de la commune de Lamastre est située en zone de sismicité no 2, comme la plupart des communes situées sur le plateau et montagne ardéchoise, les communes situées à l'est de son territoire et donc plus proche de la vallée du Rhône, sont en zone de sismicité no 3.
| Type de zone | Niveau           | Définitions (bâtiment à risque normal) |
| ------------ | ---------------- | -------------------------------------- |
| Zone 2       | Sismicité faible | accélération = 1,1 m/s2                |

## Toponymie
Durant une longue période ou le latin étant la langue obligatoire pour tous les actes officiels, les notaires écrivaient Castrum mastrae pour désigner la cité.
Le nom de la commune peut provenir du nom d'un ancien château et de la présence d'une tour maîtresse (« magistra »), voire (selon Mistral) de l'occitan mastra (La Mastre) qui signifie « pétrin, maie », ou du gaulois Bast construction faite avec des pieux (et des pierres, de la terre : murus gallicus).

## Histoire

### Moyen Âge et Temps Modernes
- Les martyrs de Macheville

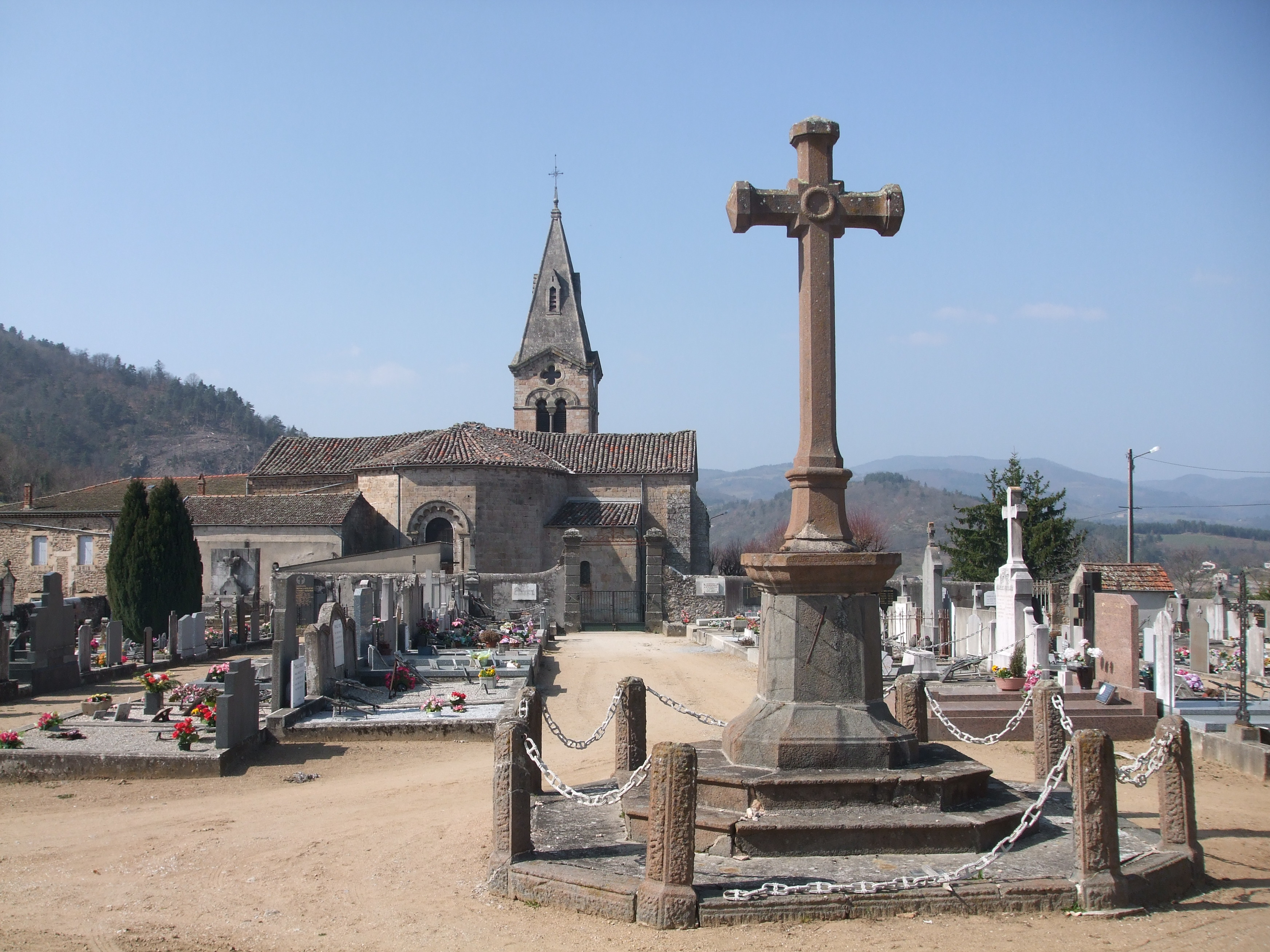
La chapelle des Saints-Os, accolée à l'église Saint-Domnin.

Le 3 mai 1587, une petite procession rendant gloire à la Vierge miraculeuse fut menée par les pères de La Gruterie et de La Roche, respectivement prieur et prêtre de Macheville.
Une troupe huguenote, qui venait de prendre la ville de Desaignes, avec à sa tête le capitaine Jacques de Chambaud, baron de Privas, décida de s'en prendre au petit groupe de processionnaires. Selon l'abbé Paul-Hippolyte Mollier (1830-1911 ; chanoine de Viviers, curé de Montréal, historien du Vivarais), les protestants « firent passer plusieurs fois leurs chevaux sur leurs corps, puis les jetèrent dans le ravin », après les avoir décapités.
La chapelle des Saints-Os fut construite au XVIIe siècle, à l'initiative des jésuites, afin d'y accueillir les restes de ces martyrs.

### Époque contemporaine
Lamastre est née en 1790 à la suite d'un regroupement de trois communautés anciennes :
1. Macheville, ancien prieuré bénédictin bâti sur un éperon entre Grozon et Condoie (deux petits affluents du Doux en aval de la Sumène, le Grozon arrosant aussi Grozon) ;
2. La Mastre, avec sa ville haute dominée par le château de Peychelard — siège de la seigneurie de La Mastre (Lamastre ; voir plus bas) — et sa ville basse, le Savel, qui s’est construite le long de la très ancienne « voie du Doux » où se tenaient les foires et les marchés ;
3. Retourtour, l'ancien fief des Retourtour, des Pagan-Retourtour, puis des Tournon (voir plus bas), situé dans une boucle du Doux.

## Politique et administration

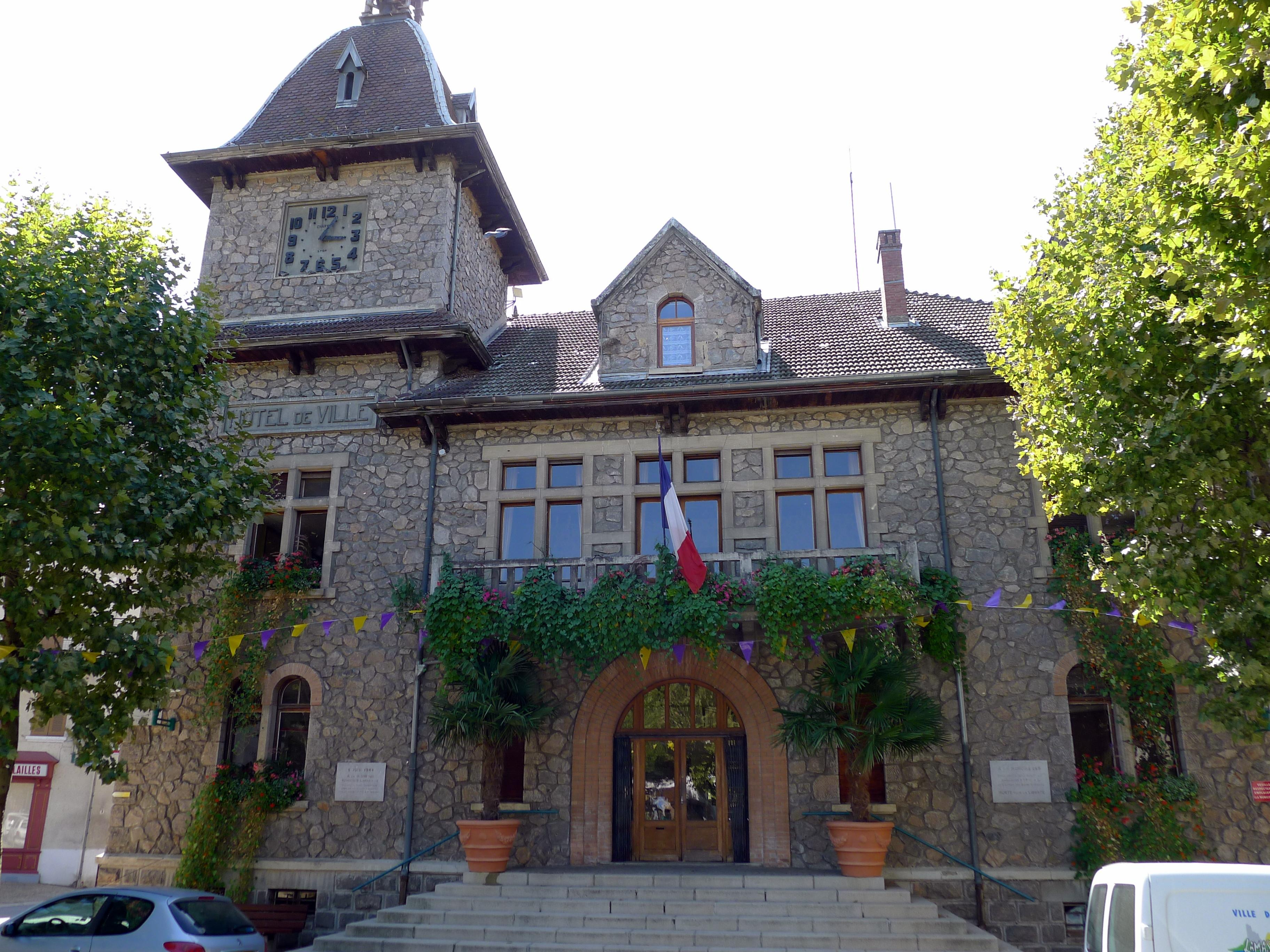
L'hôtel de ville.

### Liste des maires
| Période                                  | Période                   | Identité          | Étiquette             | Qualité |
| ---------------------------------------- | ------------------------- | ----------------- | --------------------- | --- |
| Les données manquantes sont à compléter. |                           |                   |                       | |
| 1945                                     | 1953                      | Pierre Clavel     |                       | |
| mai 1953                                 | 26 mars 1977              | Pierre Grandcolas | UNR puis UDR puis RPR | Médecin Conseiller général (1972-1977) Député (1973-1974)                                                                            |
| 26 mars 1977                             | mars 1983                 | Paul Bouit        | PS                    | Directeur d'école |
| mars 1983                                | juin 1995                 | Maurice Poyet     | DVD                   | Médecin |
| juin 1995                                | En cours (au 6 août 2020) | Jean-Paul Vallon  | DVD                   | Comptable Conseiller général (1998-2015) puis départemental (depuis 2015) Président de la communauté de communes du Pays de Lamastre |

## Population et société

### Démographie
L'évolution du nombre d'habitants est connue à travers les recensements de la population effectués dans la commune depuis 1793. Pour les communes de moins de 10 000 habitants, une enquête de recensement portant sur toute la population est réalisée tous les cinq ans, les populations de référence des années intermédiaires étant quant à elles estimées par interpolation ou extrapolation. Pour la commune, le premier recensement exhaustif entrant dans le cadre du nouveau dispositif a été réalisé en 2005.

En 2022, la commune comptait 2 336 habitants, en évolution de −0,17 % par rapport à 2016 (Ardèche : +2,48 %, France hors Mayotte : +2,11 %).
| 1793  | 1800  | 1806  | 1821  | 1831  | 1836  | 1841  | 1846  | 1851  |
| ----- | ----- | ----- | ----- | ----- | ----- | ----- | ----- | ----- |
| 1 800 | 2 090 | 1 798 | 2 029 | 2 218 | 2 260 | 2 423 | 2 561 | 2 501 |

| 1856  | 1861  | 1866  | 1872  | 1876  | 1881  | 1886  | 1891  | 1896  |
| ----- | ----- | ----- | ----- | ----- | ----- | ----- | ----- | ----- |
| 2 502 | 2 925 | 3 000 | 3 180 | 3 313 | 3 209 | 3 260 | 3 693 | 3 763 |

| 1901  | 1906  | 1911  | 1921  | 1926  | 1931  | 1936  | 1946  | 1954  |
| ----- | ----- | ----- | ----- | ----- | ----- | ----- | ----- | ----- |
| 3 759 | 3 735 | 3 663 | 3 514 | 3 712 | 3 727 | 3 674 | 3 241 | 3 361 |

| 1962  | 1968  | 1975  | 1982  | 1990  | 1999  | 2005  | 2006  | 2010  |
| ----- | ----- | ----- | ----- | ----- | ----- | ----- | ----- | ----- |
| 3 228 | 3 247 | 3 058 | 3 007 | 2 717 | 2 467 | 2 520 | 2 526 | 2 480 |

| 2015  | 2020  | 2022  | - | - | - | - | - | - |
| ----- | ----- | ----- | - | - | - | - | - | - |
| 2 361 | 2 361 | 2 336 | - | - | - | - | - | - |

### Enseignement
La commune est rattachée à l'académie de Grenoble.
Le collège du Vivarais se trouve sur le côté gauche de la ville, moins de 300 élèves y étudient de la sixième à la troisième.

### Sports

#### Clubs et associations
La commune de Lamastre possède plusieurs clubs et associations sportives, dont :
- l'Association Sportive de la Vallée du Doux (ASVD), pour le football ;
- le Basket Club de Lamastre (BCL) ;
- le Rugby Club Lamastrois (RCL) ;
- le Handball Club Lamastrois (HCL) ;
- l'Amicale Boule Lamastroise ainsi que le Club Sportif Bouliste Doux Eyrieux ;
- l'Entente Vivarais Athlétisme ;
- le Tarot Lamastrois ;
- les Amis du Bridge ;
- le judo du HAUT-Lignon ;
- le Tir Sportif du Haut-Vivarais ;
- Ning Mui Gong Fu ;
- un club de badminton ;
- un club de tennis ;
- un club d'échec ;
- un club d'haltérophilie ;
- un club de Volley-ball, Lamastre Volley-ball (LVB), affilié à la Fédération Française de Volley ;
- l'Association Planète Jeunes, consacrée à la danse.

#### Équipements et installations sportives
Tous ses clubs et associations peuvent compter sur de nombreux équipements sportifs plus ou moins récents :
- les stades de football Marc-Verdier et Pierre-Payet (stade d’entraînement).
- le stade de rugby de la Sumène.
- le boulodrome de Lamastre.
- le gymnase intercommunal de la communauté de communes du Pays de Lamastre (construit en 2008), regroupant les terrains de handball, basket-ball, volley-ball ou encore badminton ainsi qu'une salle de musculation, une salle de gymnastique et une salle de combat.
- de nouveaux terrains de tennis.
- un stand de tirs (construit en 1991).

#### Événements et compétitions
Au-delà de ce tissu associatif, la ville de Lamastre organise, participe ou accueille de nombreux événements sportifs tout au long de l'année :
- le dernier week-end de mai : de nombreux coureurs prennent le départ de la course Lamastre-Nozières ;
- en juin, Lamastre est une étape régulière de plusieurs circuits de la course cycliste l'Ardéchoise ;
- le 15 août, place au Triathlon de Lamastre ;
- le dernier week-end d'octobre a lieu le cross de la Châtaigne.

Le village est le théâtre historique et régulier du Rallye Monte-Carlo.

### Médias
En 2014, la commune de Lamastre a été récompensée par le label « Ville Internet @@@ ».
La commune est située dans la zone de distribution de deux organes de la presse écrite :
- L'Hebdo de l'Ardèche

Il s'agit d'un journal hebdomadaire français basé à Valence et diffusé à Privas depuis 1999. Il couvre l'actualité de tout le département de l'Ardèche.
- Le Dauphiné libéré

Il s'agit d'un journal quotidien de la presse écrite française régionale distribué dans la plupart des départements de l'ancienne région Rhône-Alpes, notamment l'Ardèche. La commune est située dans la zone d'édition de Privas.

### Cultes
La communauté catholique locale et l'église de Lamastre (propriété de la commune) est rattachée à la paroisse Saint Basile Entre Doux et Dunière, elle-même rattachée au diocèse de Viviers.

## Culture locale et patrimoine

### Lieux et monuments
- Château de Peychelard (ruines), siège de la seigneurie de La Mastre (Lamastre).
- Château de Retourtour (ruines) : La famille seigneuriale de Retourtour détenait la seigneurie depuis la 2e moitié du XIIe siècle au moins, voire depuis le XIe siècle.
- Château d'Urbillac.
- Temple protestant.
- Église priorale Saint-Domnin de Macheville.
- Chapelle des Saints-Os, dans le quartier de Machevile.
- Les Chopes du Moulin, micro-brasserie installée dans une ancienne minoterie (minoterie Mandon).
- Le Mastrou, train à vapeur circulant dans les gorges du Doux entre Tournon-sur-Rhône et Lamastre.

Quelques photos de monuments de la commune de Lamastre
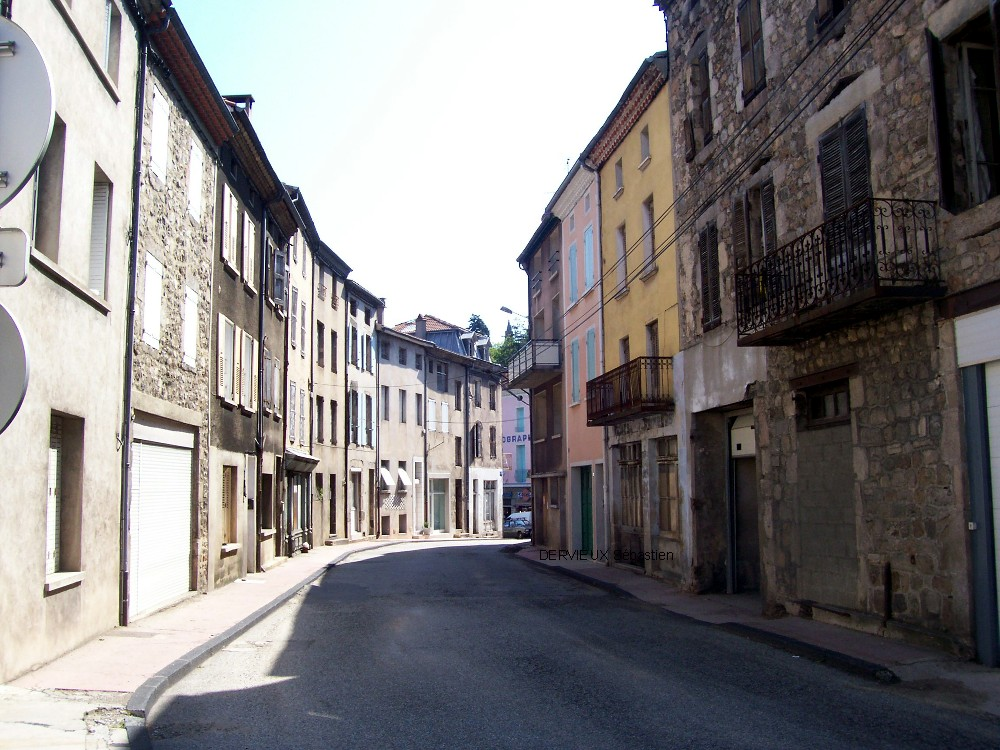
Une rue du bourg central.
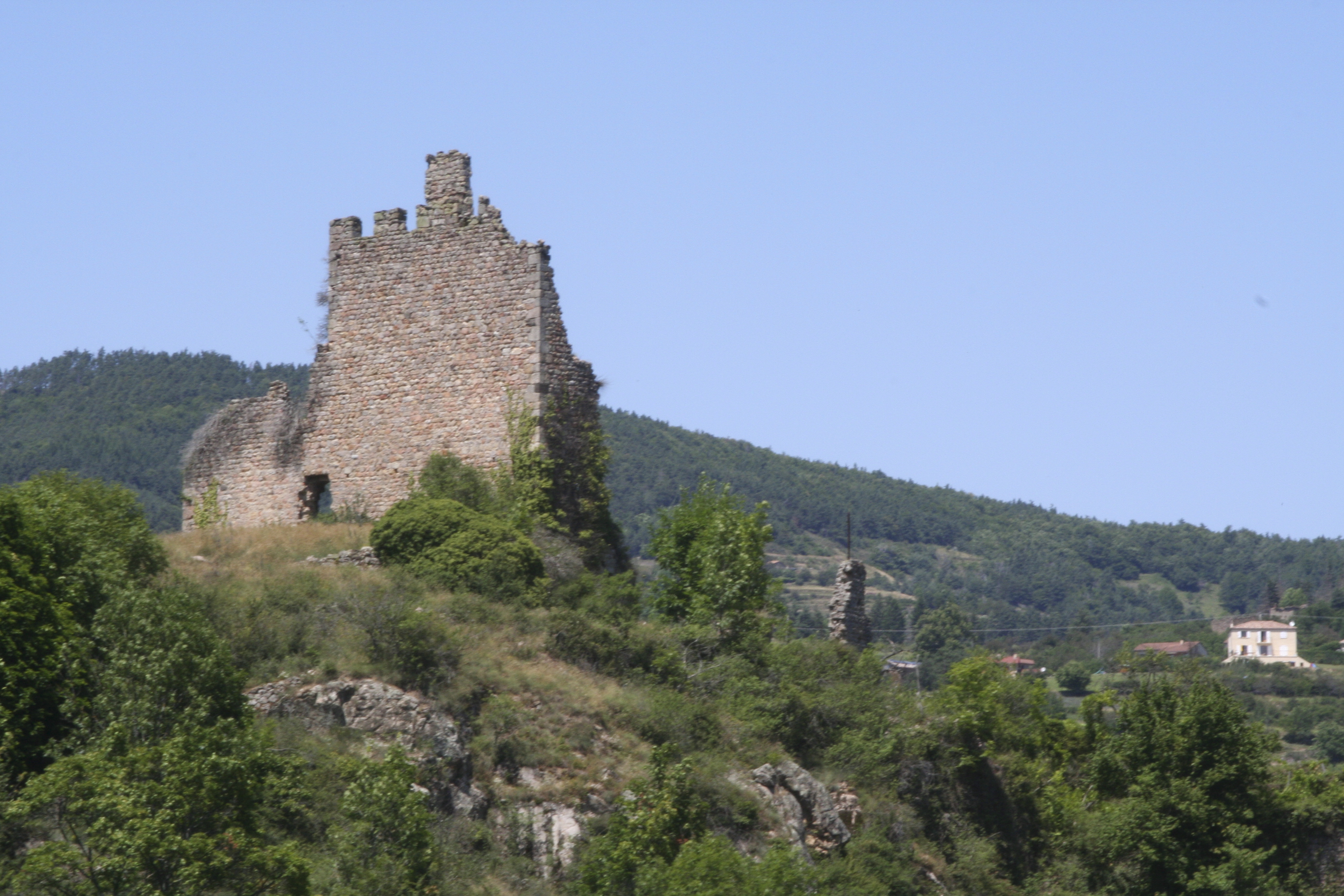
Les ruines du château de Pecheylard.
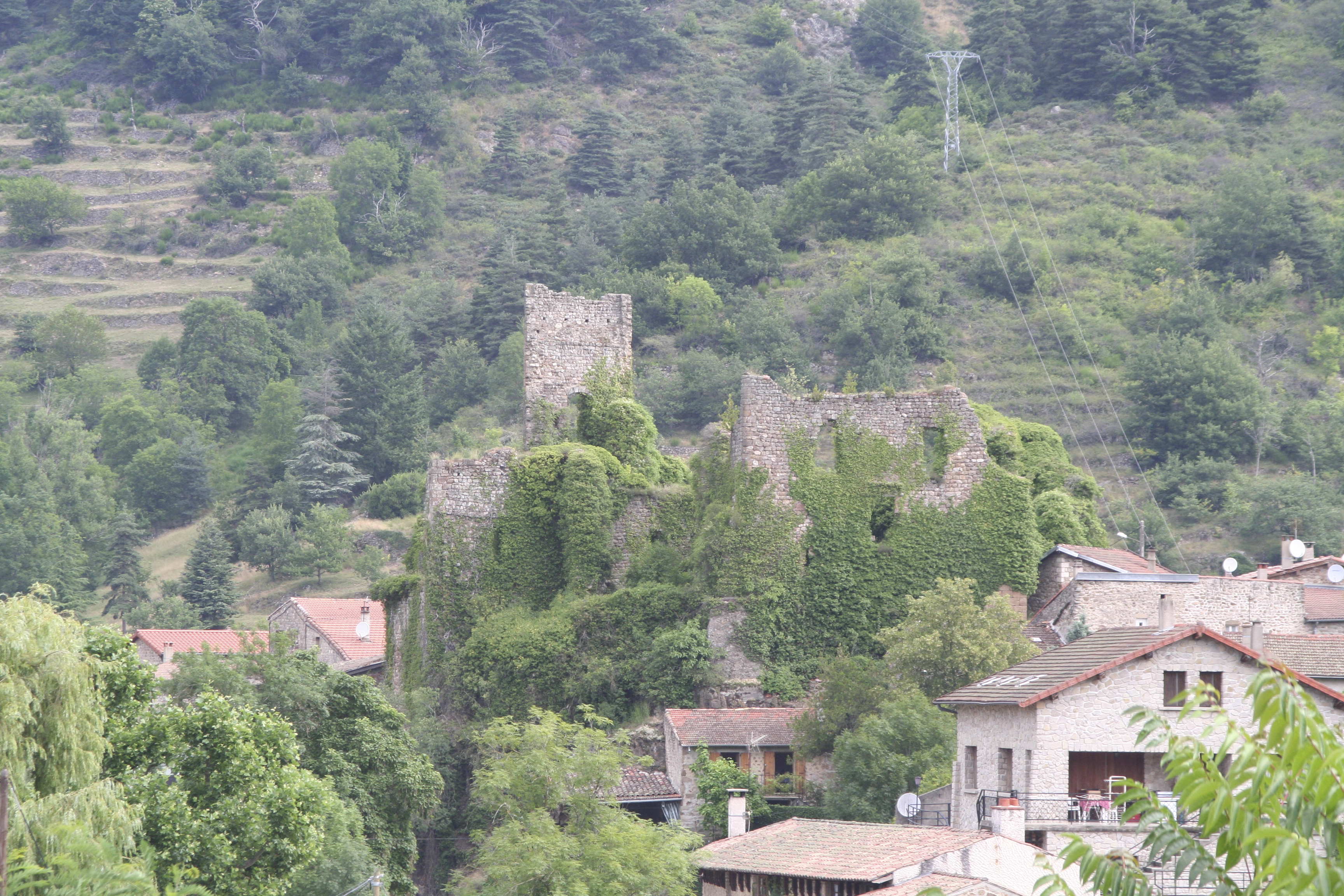
Les ruines du château de Retourtour.
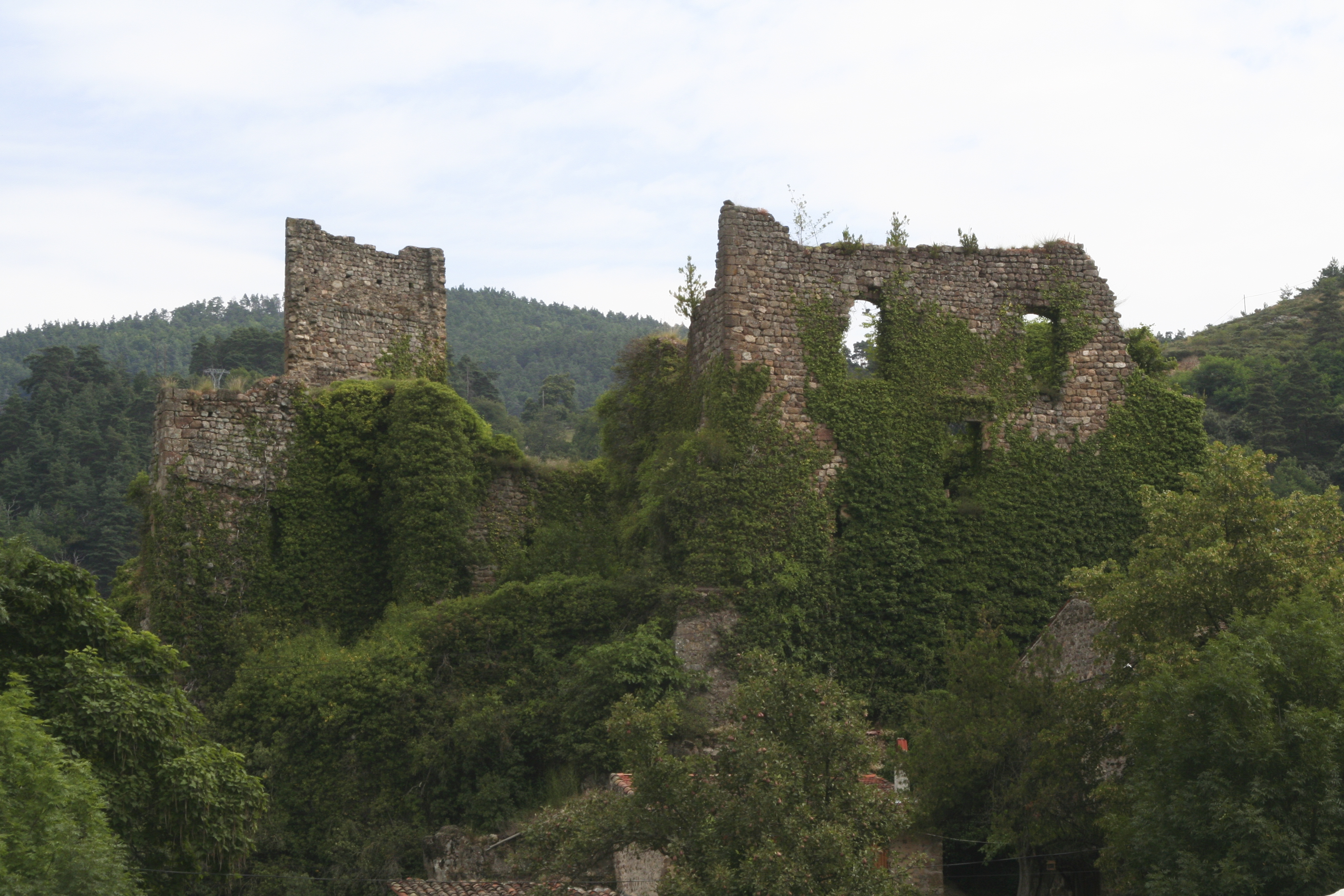
Les ruines du château de Retourtour.
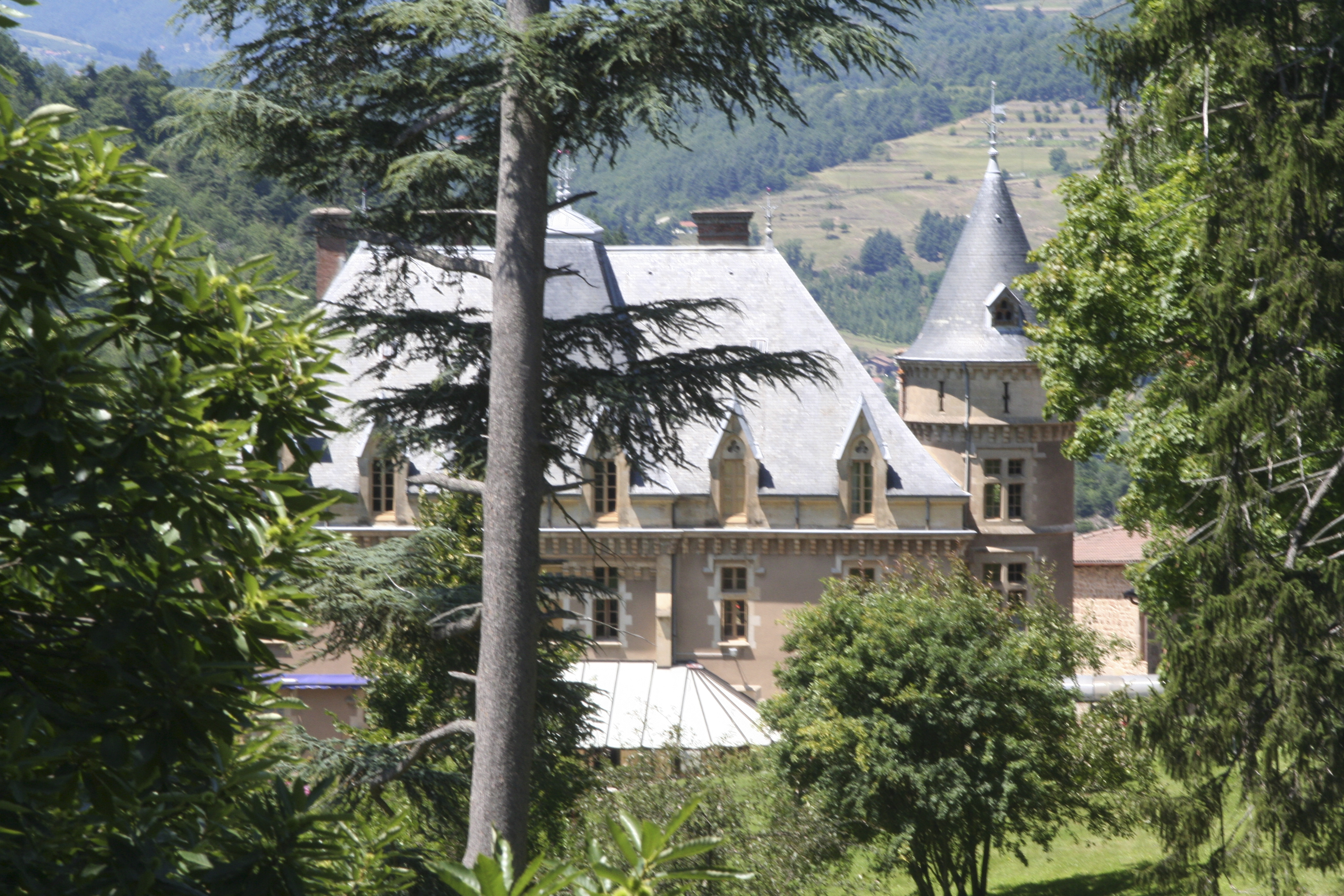
Le château d'Urbilhac.
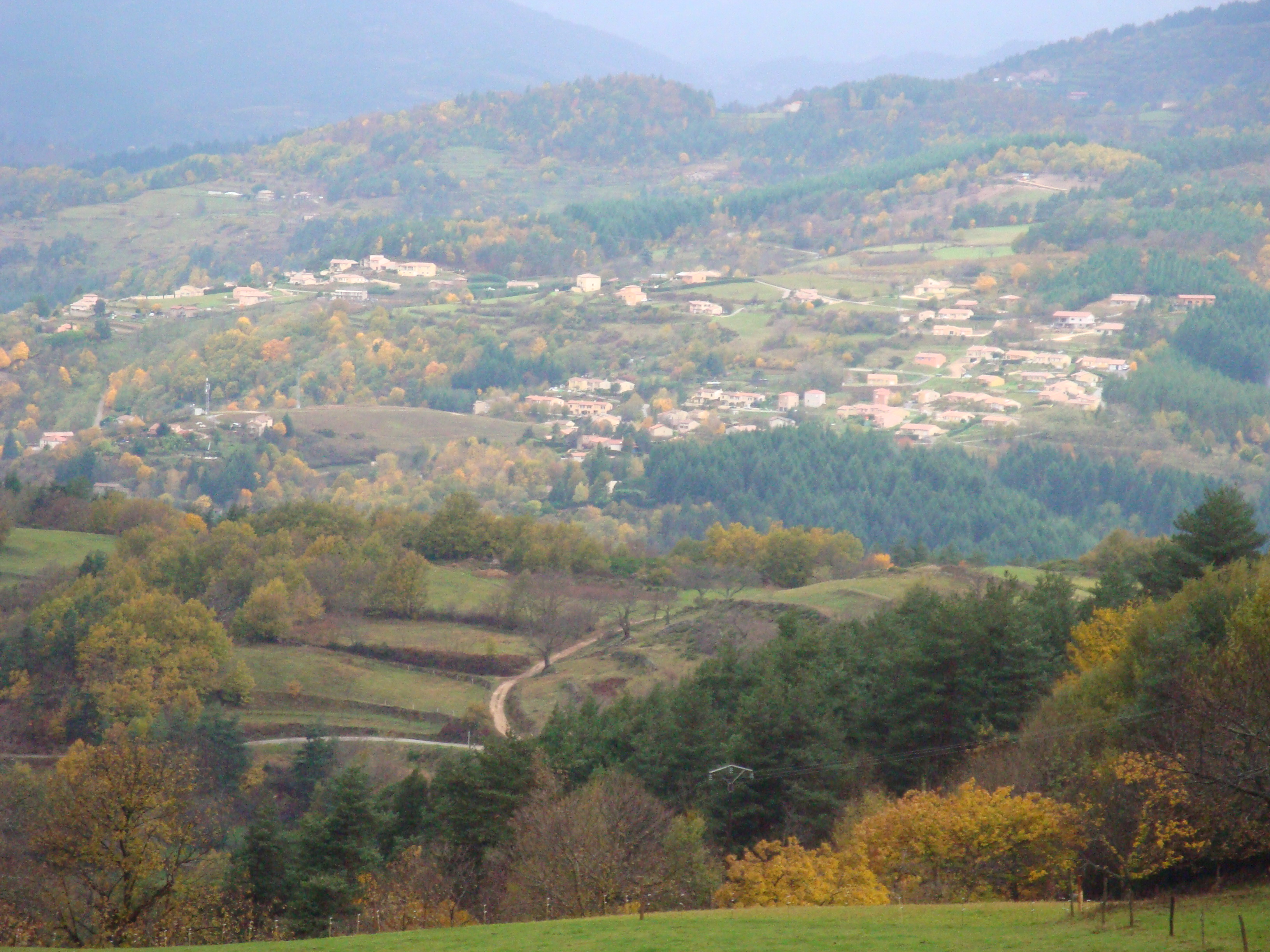
Les environs est de Lamastre à l'automne 2012.
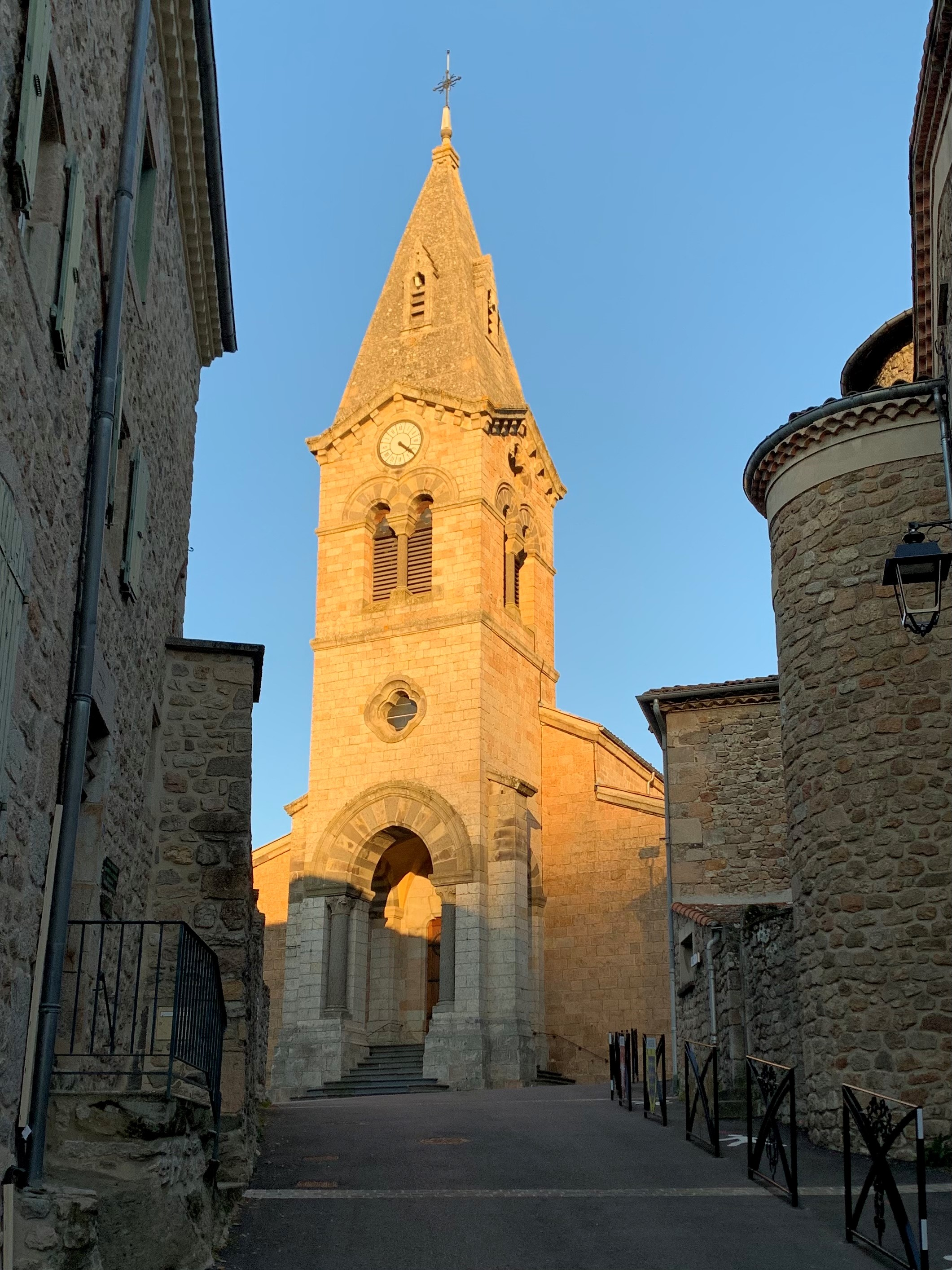
Eglise Saint-Domnin de Macheville, en novembre 2020.
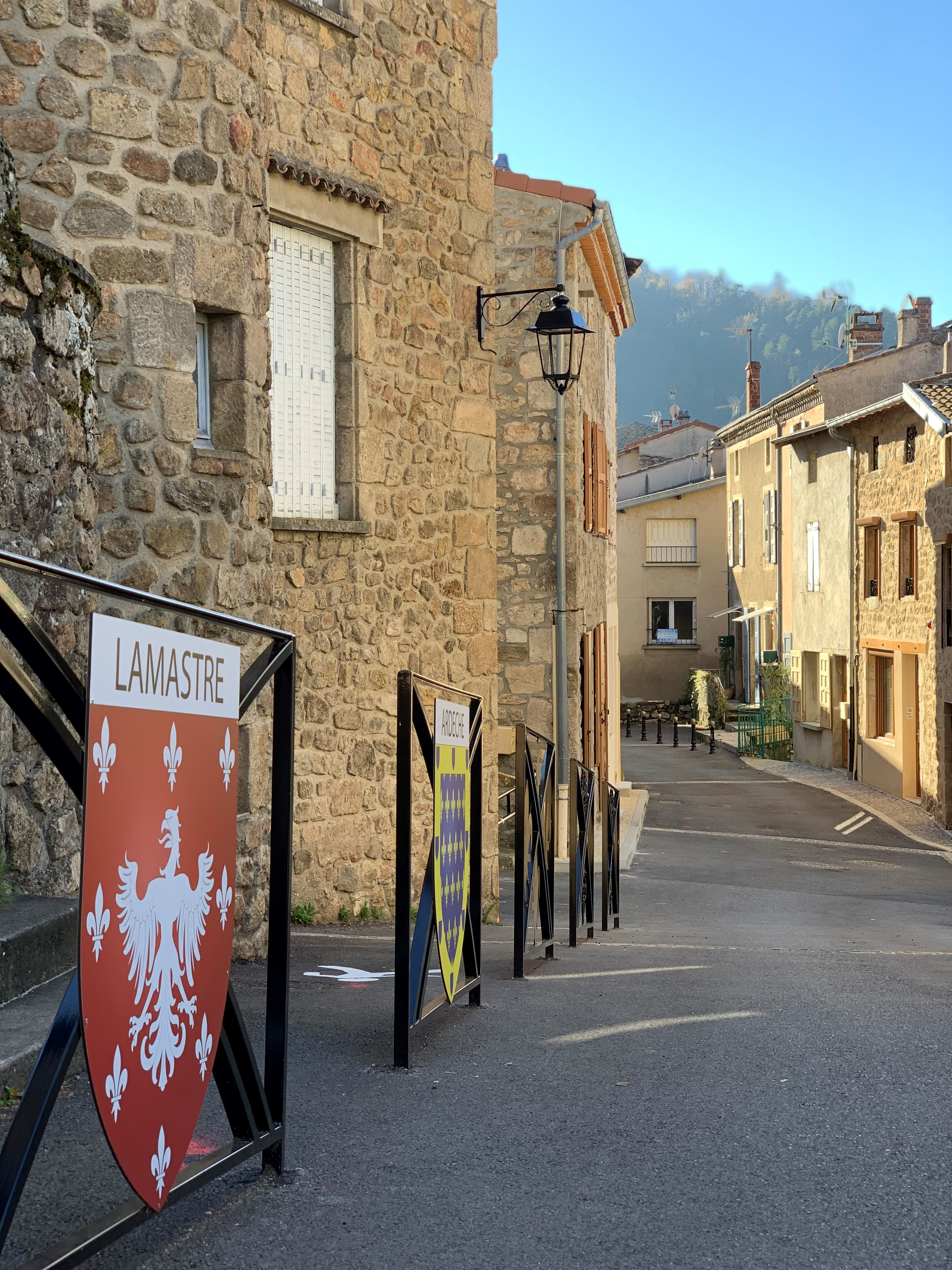
Le vieux quartier de Macheville a été rénové en 2018.

### Films tournés à Lamastre
- 1966 : Safari diamants de Michel Drach[40]
- 1968 : Les Cracks d'Alex Joffé[40]
- 1971 : Les Deux Anglaises et le Continent de François Truffaut[40]
- 1972 : Clochemerle de Michael Mills (série télévisée)[40]
- 1973 : Le Ballot de Jean Dewever (téléfilm)[40]
- 1976 : Le Juge et l'Assassin de Bertrand Tavernier[40]
- 1985 : Les Poings fermés de Jean-Louis Benoît[40]
- 1994 : La Colline aux mille enfants de Jean-Louis Lorenzi (téléfilm)[40]
- 1995 : Rimbaud Verlaine de Agnieszka Holland[40]
- 1999 : Les Enfants du marais de Jean Becker[40]
- 2001 : Vallen de Hans Herbots
- 2004 : Arsène Lupin de Jean-Paul Salomé[40]
- 2009 : Elles et moi de Bernard Stora (téléfilm)[40]
- 2020 : Capitaine Marleau, saison 3 épisode 8 : Au nom du fils de Josée Dayan

### Personnalités liées à la commune
- André-Ferdinand Hérold (1865-1940), écrivain ayant vécu et étant mort à Lamastre
- François-Désiré Bancel (né à Lamastre le 12 février 1822, † 23 janvier 1871 à Lamastre), avocat et député
- Charles Seignobos (né à Lamastre le 10 septembre 1854, † 24 avril 1942), historien
- Pierre Grandcolas (né à Gripport le 4 août 1909, † 28 février 2009 à Lamastre), médecin, maire, député
- Pierre Mathias (1957-1988), rugbyman né à Lamastre

### Héraldique
| Blason de Lamastre | Les armes de Lamastre se blasonnent ainsi : De gueules à l'aigle d'argent accompagnée de huit fleurs de lys du même ordonnées en orle. |